# Synapturanus
Genre
Synapturanus  est un genre d'amphibiens de la famille des Microhylidae.

## Répartition
Ce genre regroupe trois espèces qui se rencontrent dans le nord de l'Amérique du Sud (Brésil, Colombie, Équateur, Guyana, Guyane, Pérou, Suriname, Venezuela).

## Liste des espèces
Selon Amphibian Species of the World (27 novembre 2013) :
- Synapturanus mirandaribeiroi Nelson & Lescure, 1975
- Synapturanus rabus Pyburn, 1977
- Synapturanus salseri Pyburn, 1975

## Publication originale
- Carvalho, 1954 : A preliminary synopsis of the genera of American microhylid frogs. Occasional papers of the Museum of Zoology, University of Michigan, vol. 555, p. 1-19 (texte intégral).